# Турский, Збигнев
Зби́гнев Ту́рский (пол. Zbigniew Turski; 21 октября 1908, Варшава, Царство Польское, Российская империя — 7 января 1979, Отвоцк, Польша) — польский композитор, дирижёр и педагог.

## Биография
В 1937 году окончил Варшавскую консерваторию у Петра Рытеля (композиция) и у Валериана Бердяева (дирижирование). В 1937—1939 годах руководил музыкальной редакцией Польского радио в Варшаве. Во время Второй мировой войны многие рукописи его произведений погибли. В 1946 году вместе с Петром Перковским и другими стал одним из организаторов Союза польских композиторов, а в 1958—1960 годах был председателем его правления. В 1945—1946 годах — дирижёр оркестра Балтийской филармонии в Гданьске (был одним из его основателей). В 1948—1949 годах преподавал историю музыки в Высшей театральной школе в Варшаве. С 1957 года — музыкальный руководитель Театра Вспулчесны в Варшаве. Писал музыку для радио и телевизионных постановок, для игровых и анимационных фильмов и спектаклей (в том числе к пьесам Уильяма Шекспира, Софокла и других, всего больше 40).

## Сочинения
- радиоопера «Разговорчики» / Rozmywki (на тему 4 фельетонов О. Гроденской, 1966)
- балет «Варшавская легенда» / Legenda warszawska (1950)
- балет «Вернисаж» / Wernisaz (1963)
- балет «Гданьский медальон» / Medalion Gdański (1964)
- балет «Титания и осёл» / Tytania i osioł (Осиек, 1966)
- балет «Африканская птица Ндеге» / Ptak — Ndege[3] (1970)
- кантата «Песнь о земле» / Pieśń о ziemi (1952)
- «Кантата о Висле» (1953)
- кантата «Песнопения о рождении отчизны» / Canti de nativitate patrii (1969)
- кантата «Ндеге» для голоса, хора, 3 флейт, литавр, 4 групп ударных инструментов, 2 арф, челесты или фортепиано и 6 конртабасов / Ndege (1971)
- триптих «Регно Уйокори» / Regno Ujokori (с текстом без смыслового значения; слоги — произвольные, 1974)
- симфония № 1 «Камерная» (1935)
- симфония № 2 «Олимпийская» / Olimpijską (1948)
- симфония № 3 (1954)
- сюита «Курпловская» с хором / Suita kurplowska (1947)
- увертюра (1955)
- «Малая увертюра» (1959)
- концерт для фортепиано с оркестром (1937)
- 2 концерт для скрипки с оркестром (1951, 1959)
- 2 струнных квартета (1938, 1951)
- хор с оркестром «Псалом Давида» / Psalm Dawida
- хор 5 кашубских песен (Pięć pieśni kaszubskich, 1949)
- пьесы для фортепиано

## Награды
- 1948 — Золотая медаль на Международном конкурсе искусств в Лондоне, посвящённом 14-м Международным олимпийским играм в Лондоне (симфония № 2 «Олимпийская»)
- 1969 — Государственная премия ПНР